# Venusia planicaput
Venusia planicaput är en fjärilsart som beskrevs av Inoue 1987. Venusia planicaput ingår i släktet Venusia och familjen mätare. Inga underarter finns listade i Catalogue of Life.